# Pasquale Passarelli
Pasquale Giuseppe Passarelli (ur. 14 marca 1957 w Gambatesie) – zachodnioniemiecki zapaśnik walczący w stylu klasycznym. Złoty medalista olimpijski z Los Angeles 1984 w kategorii 57 kg.
Złoty medalista mistrzostw świata w 1981 i brązowy w 1978. Zdobył trzy medale na mistrzostwach Europy w latach 1979 – 1984. Trzeci na MŚ juniorów w 1977 roku.
Mistrz RFN w 1978, 1979, 1981 – 1984; drugi w 1976 i 1980 roku.
Jego brat Claudio Passarelli również był zapaśnikiem i olimpijczykiem.